# Nemestrinus nitidus
Nemestrinus nitidus är en tvåvingeart som först beskrevs av Robert W. Lichtwardt 1907.  Nemestrinus nitidus ingår i släktet Nemestrinus och familjen Nemestrinidae.
Artens utbredningsområde är Kazakstan. Inga underarter finns listade i Catalogue of Life.